# Oficiul Participațiilor Statului și Privatizării în Industrie
Oficiul Participațiilor Statului și Privatizării în Industrie (OPSPI) este o instituție publică cu personalitate juridică din România, aflată în subordinea Ministerului Economiei și Comerțului, înființată în anul 2001.
La sfârșitul anului 2006, OSPSI a fuzionat prin absorbție cu AVAS.
La sfârșitul anului 2008, OPSPI și-a reluat activitatea ca instituție în subordinea Ministerului Economiei.
În prezent OPSPI este implicată în procesul de privatizare și derulează, în numele Ministerului Economiei, activitățile legate de exercitarea calității de acționar al statului la societățile și companiile naționale, precum și la celelalte societăți comerciale din portofoliul acestuia.

## Critici
În octombrie 2006, Mihai Cătuneanu, directorul OPSPI, avea împrumutate opt miliarde de lei vechi de la Fondul Româno-American de Investiții (FRAI).
FRAI a câștigat licitația de consultanță pentru privatizarea Romgaz, organizată de OPSPI sub mandatul lui Cătuneanu, iar această situație punea sub semnul întrebării independența sa decizională ca funcționar al statului român.

## Controverse
În noiembrie 2006, Dorinel Mucea, șeful Oficiului Participațiilor Statului și Privatizare în Industrie a fost acuzat de trădare.
Anchetatorii au stabilit că Dorinel Mucea, Radu Donciu și Robert Neagoe, angajați ai Ministerului Economiei și Comertului, au avut acces, prin natura funcțiilor deținute, la date cu caracter secret sau de importanță deosebită pentru siguranța națională.
Informațiile se refereau la planurile de privatizare a unor societăți strategice din domeniul petrolului, distribuției de gaze și electricitate sau din industria de armament..
Cei trei aveau acces la informații referitoare la punctajele acordate participanților la licitații și ofertele depuse de diferite societăți
De asemenea, luau parte și la inițierea unor acte normative prin care se stabilea o anumită strategie de privatizare sau modul în care se distribuie anumite cote din acțiunile unei societăți salariaților.
Toate aceste date erau transmise cetățenilor străini, prin intermediul cetățeanului bulgar Stamen Stancev, care le plasa, la rândul sau, către "asociații" Flore Mircea Călin, Michal Susak, Vadim Benyatov Don, care lucrau în cadrul societății bancare și de consultanță Credit Suisse First Boston.
În ianuarie 2015, Mihai Dorinel Mucea, fost adjunct al șefului Oficiului Participațiilor Statului și Privatizării în Industrie (OPSPI), a fost condamnat la patru ani și șase luni de închisoare cu executare.